# Drzędno
Drzędno – jezioro w mezoregionie Bory Tucholskie, w województwie pomorskim, w powiecie kościerskim, w gminie Kościerzyna, na północnowschodnim obrzeżu Wdzydzkiego Parku Krajobrazowego.
Położone wśród lasów Drzędno zajmuje powierzchnię 8,5 ha (zakaz połowu ryb). Jezioro znajduje się na południe od Kościerzyny przy drodze wojewódzkiej nr 214.